# Sundiata Keïta
Sundiata Keïta, Sundżata Keïta lub Sunjata Keyita (ur. 1190, zm. 1255) – założyciel Imperium Mali.
Sunjata jest również znany jako Sogolon Djata. Imię Sogolon zapożyczone jest od jego matki, kobiety bawoła (tak nazwanej z powodu jej brzydoty i garba). W szybkiej wymowie w języku mandingo, dwa imiona zostały połączone i tak powstało imię Sondjata, Sundjata, Sundiata albo Sundżata. Drugi człon Keita jest bardziej nazwą klanu niż nazwiskiem.
Sundiata Keita założył stolicę w swojej rodzinnej wsi Niani w Mali, blisko dzisiejszej granicy malijskiej z Gwineą. Chociaż był muzułmaninem wykorzystał też miejscową religię, budując reputację jako człowiek potężnej magii. Jego historię opowiada wykonywany przez griotów "Epos o Sundżacie".
W 1235 w bitwie Kuolikoro zwyciężył wojska państwa Soso co pozwoliło kontrolować transsaharyjskie szlaki handlowe. Pięć lat później podbił królestwo Ghany, uzyskując dostęp do bogatych złóż złota i soli.
Sundiata nie był absolutnym monarchą, wbrew temu co sugeruje tytuł, chociaż prawdopodobnie dzierżył powszechną władzę. Imperium Mali było podobno federacją, w której każde plemię miało swojego przedstawiciela w radzie. Pierwszym plemionami były klany Mandingo: Traore, Kamara, Koroma, Konde i Keita. Rada plemienna sprawowała nadzór nad władzą Mansa (króla królów), narzucając mu swoje dekrety i wybierając następcę (zwykle brat Mansa albo syn jego siostry).
Sundiata Keita zmarł w roku 1255, prawdopodobnie utonął. Tradycja podtrzymuje, że umarł podczas przechodzenia rzeki Sankarini, gdzie do dzisiaj stoi relikwiarz. Miał trzech synów, którzy byli następcami tronu Imperium Mali: Mansa Wali Keita, Ouati Keita i Khalifa Keita. Sławny zachodnioafrykański władca Mansa Musa był jego wnukiem.
Sundiata może być tożsamy z postacią Marijata, którego arabski historyk Ibn Chaldun, powołujący się na przekazy ustne, podawał jako założyciela Imperium Mali pod koniec XIV stulecia.